# 哈西本奧克巴

35°43′46″N 0°27′57″W / 35.72944°N 0.46583°W
哈西本奧克巴（阿拉伯语：‎），是阿爾及利亞的城鎮，位於該國西北部奧蘭省，由比爾吉爾區負責管轄，面積37平方公里，2009年人口13,905，人口密度每平方公里371人。